# Cyrtopodion dattanense
Cyrtopodion dattanense är en ödleart som beskrevs av  Muhammad Sharif Khan 1980. Cyrtopodion dattanense ingår i släktet Cyrtopodion och familjen geckoödlor. Inga underarter finns listade i Catalogue of Life.